# Александър Александров (генерал)
Вижте пояснителната страница за други личности с името Александър Александров.
Александър Тодоров Александров е български комунист, инженер, офицер, генерал-майор, заслужил деятел на техниката.

## Биография
Роден е на 6 февруари 1930 г. в Разград. През 1947 г. завършва гимназия в родния си град, а през 1953 г. Политехниката в София със специалност „Слаби токове и радиотехника“. Влиза в българската армия като инженер в щаба на зенитната артилерия и зенитно-ракетните войски. По-късно е главен инженер на Противовъздушната отбрана и военно въздушните сили. От 1965 г. работи като ръководител „Радиолокация“ в Института по радиоелектроника, а впоследствие е директор на института. Между 1974 и 1977 г. работи в отдел „Промишлен“ при ЦК на БКП по отношение на специалното производство. В периода 1977 – 1992 г. е заместник-председател на Държавния комитет за наука и технически прогрес. През 1971 г. получава Димитровска награда за разработване и внедряване на навигационна радиолокационна станция. Умира на 19 ноември 2013 г.